# Mamen Sanz
María del Carmen Redondo Sanz (Madrid, 23 juni 1976), beter bekend als Mamen Sanz, is een Spaans model.
Sanz is ooit Miss Madrid geweest. Ze heeft onder andere campagnes gedaan voor Giorgio Armani, Lexus en Pedro Duran. Ook heeft ze modeshows gelopen voor Armani en voor de Britse modeontwerper John Richmond. In 1997 nam Sanz deel aan de Supermodel of the World wedstrijd, ze werd hierin tweede.
Sanz trouwde op 1 juli 1999 met Raúl González Blanco, destijds voetballer van Real Madrid en het Spaans nationale team. Ze hebben samen vier zonen en een dochter. Raúl droeg elk doelpunt dat hij maakte op aan zijn vrouw door zijn trouwring te kussen.